# Сулейман Сані Ахундов
Ахундов Сулейман Сані (азерб. Süleyman Sani Axundov, *3 жовтня 1875 — †29 березня 1939) — азербайджанський письменник, драматург. 
Народився в м. Шуші, Нагірний Карабах. Після закінчення семінарії (1894) вчителював. 
Перший твір — комедія «Скнара» (1899). В оповіданнях, написаних після 1905, закликав до боротьби за визволення народу («Зоря свободи», «Бенкет»). Написав п'єси «Колесо фортуни», «Соколине гніздо» (1921) про боротьбу за встановлення радянської влади в Азербайджані; драму «Кохання та помста» (1922). В оповіданнях «Східні дипломати», «Останні надії» викривав колоніальну політику імперіалістів на Сході; твір «Пес містера Грея» (1927) присвятив визвольній боротьбі трудящих Китаю. Широко відомі дитячі «Страшні оповідання» (1912–1913).